# レイク郡 (カリフォルニア州)

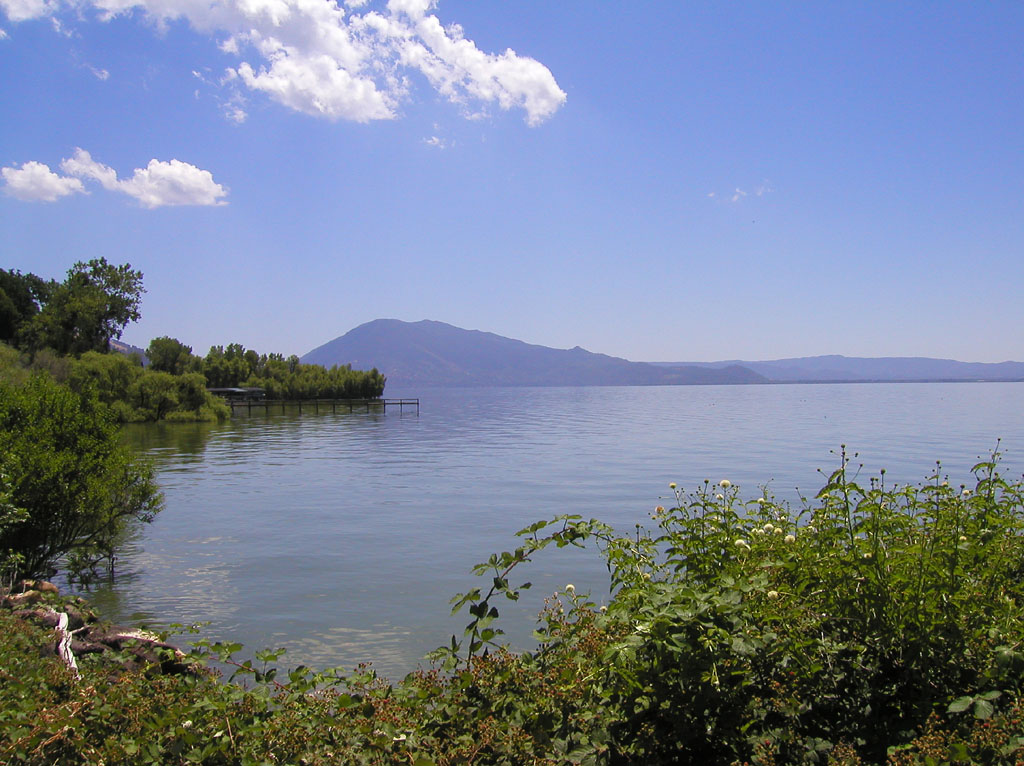
クリア湖、郡内でも最も目立つ場所である

レイク郡（英: Lake County）は、アメリカ合衆国カリフォルニア州の北中部に位置する郡である。サンフランシスコ・ベイエリアの北に位置している。郡名は州内に全体が入っている湖としては最大であり（タホ湖が大きいがその一部はネバダ州に入っている）、郡内でも最も目立つ場所であるクリア湖から採られた。人口は6万8163人（2020年）。郡庁所在地はレイクポートである。

## 歴史
レイク郡は1861年にナパ郡とメンドシーノ郡の一部を併せて設立された。その後の長い歴史でも農業地域として知られている。1870年代にはぶどう園が作られた。20世紀の初期までに世界でも最大級のワイン生産地としての評判を得るようになった。しかし1920年、禁酒法によって郡内のワイン生産が止められた。ぶどう園の大半は役目を止められ、胡桃や梨に植え替えられた。
1960年代になって何人かのぶどう生産者が地域のぶどう生産の可能性を再発見しぶどう園を再度作り始めたときからワイン産業が再度勃興してきた。1965年に100エーカー (0.4 km2) に満たなかったぶどう園が現在では8,800エーカー (36 km2) 以上にもなっている。ハイバレー・ワイン生産地域やレッドヒルズ・レイク郡・ワイン生産地域など幾つかのワイン生産地域が確立されてきた。郡内のぶどう園の多くは持続可能な農業手法を取り入れている。

## 地理
アメリカ合衆国国勢調査局に拠れば、郡域全面積は1,329平方マイル (3,443 km2)であり、このうち陸地は1,258平方マイル (3,258 km2)、水域は72平方マイル (185 km2)で水域率は5.38%である。キャッシュ・クリーク、フォーブス・クリーク、スコッツ・クリークなど多くの水路が郡内を流れている。
クリア湖はその地形的な形故に北アメリカで最古の湖と考えられている。この湖は沈殿物を埋めていくのと同じ速度で北の方向に緩りと傾いていっている巨大な岩の塊の上にあるので、水深はほぼ同じ深さを保っている。郡内の地質は混沌としており、フランシスコ集合丘陵郡に基づいている。湖の南端には多くの小さな断層があり、また多くの古い火山もある。その最大のものがコノクティ山である。郡の地質の歴史はコノクティ山やセントヘレナ山の噴火、さらにカウ山の崩壊など激しい変化の連続だった。カウ山の崩壊で郡庁所在地のレイクポート周辺に多くの丘を生成した。ブルー湖、フィルズベリー湖およびインディアンバレー貯水池がクリア湖以外での郡内の大きな水域である。
レイク郡には他では見られないハーブであるLegenere limosa、希少種のEryngium constanceiおよびトゥールエルクなど様々な絶滅危惧種が生息している。水鳥、魚類などの野生生物がクリア湖盆地に豊富にいる。
レイク郡はその丘陵性の地形のために、カリフォルニア州58郡の中で唯一鉄道が敷かれたことがない郡である。

### 国立自然保護地域
- メンドシーノ国立の森（部分）
- カウ山レクリエーション地域
- キャッシュ・クリーク原生地域とキャッシュ・クリーク野生生物保護区

### 州立保護地域
- ボッグス山実証州立の森
- アンダーソン湿地州立歴史公園
- ロッホローモンド湿原生態保護区
- ボッグス湖生態保護区
- クリア湖州立公園
- ロッドマン湿地保護区（108エーカー (0.43 km2) はカリフォルニア州魚類鳥獣部が管理）

### 隣接する郡
- ナパ郡 - 南
- ソノマ郡 - 南西
- メンドシーノ郡 - 西、北西
- グレン郡 - 北東
- コルサ郡 - 東
- ヨロ郡 - 南東

## 都市と町
レイク郡内には郡庁所在地のレイクポートと人口最大のクリアレイクという編入済みの都市が2つある。その他の町として国勢調査指定地域のケルゼイビルなどがある。
| - レイクポート - クリアレイク - クリアレイクハイランズ - クリアレイクオークス - コブ - クラバトリーホットスプリングス - ヒドンバレーレイク - ケルゼイビル | - ロッホローモンド - ローワーレイク - ルサーン - ミドルタウン - ナイス - ノースレイクポート - パラモアスプリングス - アッパーレイク - ウィスパリングパインズ |

## 交通

### 主要高規格道路
- カリフォルニア州道20号線
- カリフォルニア州道29号線
- カリフォルニア州道53号線
- カリフォルニア州道175号線
- カリフォルニア州道281号線

その他幾つかの番号付き郡道がある。

### 公共交通
レイク交通はクリア湖周辺のバス便を運行している。その中心はクリアレイク市にある。ナパ郡のセントヘレナやメンドシーノ郡のユカイアへの接続便もある。

### 空港
ランプソン飛行場が郡の公営空港である。郡内には他にも幾つか市営の滑走路がある。

## 政治
レイク郡はアメリカ合衆国大統領および連邦議会選挙で民主党寄りの地盤である。大統領選挙で共和党が多数を取ったのは1984年のロナルド・レーガンが最後だった。
アメリカ合衆国下院議員の選挙ではカリフォルニア州第1選挙区の一部であり、カリフォルニア州議会下院議員の選挙では第1選挙区、カリフォルニア州議会上院議員の選挙では第2選挙区に入っており、2010年時点で全て民主党議員が努めている
2008年の命題8に関する住民投票で郡内投票者の52.6%は法案に賛成した。これは同性同士の結婚を禁止するためのカリフォルニア州憲法修正案だった。

## 人口動態
年齢別人口構成
- 18歳未満: 24.1%
- 18-24歳: 6.0%
- 25-44歳: 23.6%
- 45-64歳: 26.8%
- 65歳以上: 19.5%
- 年齢の中央値: 43歳
- 性比（女性100人あたり男性の人口）
  - 総人口: 97.6
  - 18歳以上: 94.7

### 収入
収入と家計
- 収入の中央値
  - 世帯: 49,627米ドル
  - 家族: 55,818米ドル
  - 性別
    - 男性: 45,771米ドル
    - 女性: 44,026米ドル
- 人口1人あたり収入: 43,825米ドル
- 貧困線以下
  - 対人口: 4.6%
  - 対家族数: 6.9%
  - 18歳未満: 22.8%
  - 65歳以上: 7.3%

2005年時点でレイク郡には30,031戸の家屋がある。2001年から1,414戸、4.3%増加しており、そこそこの成長を果たしている。アメリカ合衆国内の郡における家屋増加率で見ると3,141郡のうち978位に位置づけられる。
アメリカ地域社会調査に拠れば、レイク郡の2005年の住宅取得価格中央値は255,300ドルだった。この値はカリフォルニア州全体における中央値477,700ドルよりも小さく、同年の国内他地域の中央値167,500ドルよりも大きい。アメリカ地域社会調査の2005年報告では、レイク郡の住宅所有者の14.4%が50万ドル以上の価値がある住宅に住んでいる。
近年人口1人あたり収入が急激に伸びており、これはレイク郡に最近移り住んだ人々がベイエリアでの仕事を遠隔地で在宅勤務していることに直接結びつけることができる。さらに不動産価格が2003年から2006年の好景気のために上昇し、ベイエリアの住人には隣接するナパ、ソノマおよびメンドシーノの各郡よりもレイク郡の住宅価格が低いということを認識させることになった。
郡内住民の収入は幅広く異なっている。郡内最大の雇用主は郡政府そのものであり、その後にウォルマート、セイフウェイおよびKマートなど小売業が続いている。全国チェーンの小売店が近年郡内に入ってきた（2003年以降で28%増加）ので、雇用環境も多様化してきた。雇用統計は改善を続けており、この場合もベイエリアからの移住者とその在宅勤務の恩恵を受けている。レイク郡の経済は大半が農業であり、これに観光業と幾つかの軽工業が加わる。農業の主要作物は梨と胡桃であり、さらに増加しているワイン用ぶどうがある。

## 著名な住人
- リリー・ラングトリー、19世紀イギリスの女優、英国皇太子の愛人になった、レイク郡でブドウ園を所有した
- セス・バーンズ、ダブステップのミュージシャン、DJ